# Самсунг Груп
„Сáмсунг Груп“ (Хангъл:삼성;Ханджа:三星) е южнокорейска група от компании, един от най-големите чеболи, основана през 1938 г. На световния пазар е известен като производител на високотехнологични компоненти, телекомуникационно оборудване, битова техника, аудио- и видеоустройства. Главният офис на компанията е разположен в Сеул.
Думата „Самсунг“ (Хангъл:삼성;Ханджа:三星), по-правилно предаване на думата – „сáмсон“) в корейския език означава „три звезди“. Възможна е връзката на такова название с тримата синове на основателя на Самсунг Ли Бюнг Чул (이병철), най-младият от из които, Ли Гон Хи (понякога името му се пише Ли Кун Хи – калка от английското Lee Kun-hee) (이건희) оглавява компанията през 1987 г. в нарушение на всички източни традиции в наследяването, съгласно които старшият син наследява по-голямата част от семейната собственост.
Мисия на компанията:

Ние използваме човешките и технологични ресурси на компанията за създаване на стоки и услуги с превъзходно качество, осъществявайки с това своя принос в подобряване на глобалното състояние на обществото.

## История на компанията

### Основаване на компанията
През 1930-те години в Южна Корея предприемачът Ли Бюнг Чул започва свой малък бизнес за производство на оризово брашно. Малък склад в град Тегу става начало на голямата история на компанията Самсунг. По това време Южна Корея е колония на Япония, и в страната е много сложно да се развива частно предприемачество. Въпреки това, още през 1938 г. Ли успява да създаде първия независим канал за експорт от Южна Корея в Китай и Манчжурия. Активното развитие на доставките на хранителни продукти, такива като ориз, захар и сушена риба, дава възможност официално да се регистрира търговската марка Самсунг Трейдинг Къмпъни. Чуждестранният (за Южна Корея) произход на названието е следствие от перспективните, амбициозни планове на корейския предприемач: още към края на 1950-те години Ли Бюнг възнамерява да започне търговия със страните от Американския континент. А след разполагането на войските на САЩ на Корейския полуостров продукцията на завода за производство на оризова ракия и пиво започва да се продава на представителите на съюзните войски. Войната в Южна Корея обаче слага край на този бизнес. Складовете са разграбени и изгорени, а също и основните заводи на компанията.
Съществува легенда, че в развалините на изгорелия си дом Ли Бюнг намерил скрит сандък с пари, които именно вложил в новия си бизнес. Това са текстилна фабрика, захарен завод, а по-късно – и застрахователна дейност. Ли Бюнг бързо забогатява при положение, че средният доход на човек от населението в Южна Корея през 1960-те години не превишава 80 долара. Трябва да се отбележи, че в този момент даже в столицата Сеул е нямало постоянно електричество – електроенергията се подавала за по няколко часа на ден, нямало и централен водопровод. Не е чудно, че скорошен военен преврат сваля Ли Син Ман, президент и близък приятел на Ли Бюнг, който, като богат предприемач, влизал в най-близкото обкръжение на опозорения държавник. Самият Ли Бюнг Чул е пратен в затвора за подкуп и заради близкото си познанство със сваления президент.

### Самсунг следКорейската война
Новият президент на Южна Корея генерал Пак Чжон Хи започва индустриални и икономически реформи. Разработена е програма за развитие на промишления сектор от икономиката, повишена е ориентацията към експорт, подкрепена от тесните отношения със САЩ, предлага се да се вземат чужди заеми, за да се закупят суровини и съвременни технологии, а получените приходи отново да се вложат за закупуване на суровини и техника. Корейските реформатори правят извод, че една стабилна икономика трябва да се опира на големи концерни, при това такива трябвало да се създадат в най-кратки срокове, затова на най-изтъкнатите корейски бизнесмени са предоставени правителствени кредити и заеми. Те са обезпечени с държавни поръчки, при това определени правни и данъчни облекчения дават възможност на малки предприятия да се развият до големи конгломерати. Сред успешните предприемачи се оказва и Ли Бюнг Чул.
По този начин са създадени 30 крупни компании (чеболи – „парични семейства“). Сред тях, освен Самсунг, са Деу, Хюндай, Ел Джи Корпърейшън и др. Всяко „парично семейство“ си имало своя насоченост: Деу – производство на автомобили, Голдстар – битова техника, Самсунг – електроника, Хюндай – строителство и т.н.

### Реформиране на компанията
Икономиката на Южна Корея се развива със стремителни темпове – от 6 до 14% годишно. Приръстът от експорт в този период възлиза на 30%. През 1969 г., когато компанията Самсунг, след обединението си с японската Саньо, започва производство на черно-бели телевизори, в самата Южна Корея само 2% от жителите имат такива.
Обединението Санио и Самсунг поставя началото на един от най-големите сектори на Самсунг Груп – Самсунг Електроникс.
Компанията успява, макар и с големи загуби, да преживее икономическата криза от 1980-те години. Цената на кризата – закриване на няколко непрофилиращи подразделения, рязко съкращаване броя на дъщерните компании. С включването си в управлението сина на Ли Бюнг Чул – Ли Кун-хи (Lee Kun-hee) предлага цял спектър от реформи, който предполагат не само пълно преструктуриране на компанията, но и изменение на самите основи на управлението: компанията трябва да може напълно да отговори на условията на закона за свободната търговия. Предложенията относно изменение на политиката по отношение на външните инвеститори трябва да подобрят привлекателността на компанията за субсидиране, тъй като конгломератът междувременно е загубил финансовата поддръжка от страна на държавата.
До 1980-те години акциите на компаниите, влизащи в концерна, се търгували само на територията на Южна Корея, при това се ползвали с доста ниско търсене от страна на инвеститорите. Причина – традиционното азиатското управление по принципите на конфуцианството: начело на управлението се намирали изключително представители на семейството на Ли. Външните инвеститори напълно били лишени от достъп до лостовете за влияние при вземането на решения в областта на управлението на компаниите. Наред с това, традиционният мениджмънт предполагал пожизнено трудоустрояване и изкачване по кариерната стълбица на всеки служител с течение на прослужените години.
Ръководството въвежда маркетингови изменения, пълна преработка на мисията на компанията и изменение на символа ѝ.
На двата първи логотипа на компанията присъстват три червени звезди. Ръководството на Самсунг преценява, че досегашният логотип не съответства на имиджа на международна корпорация, и решава да го замени. Именно тогава светът видя съвременната емблема – динамично наклонена синя елипса с написано в нея названието на фирмата. Отличният дизайн и мащабната рекламна кампания си свършват работата: логотипът става един от най-познаваемите в света. Студентите-рекламисти от водещите вузове изучават днес смяната на логотипа на Самсунг като пример за изключително удачен ребрандинг.
Разработването на новата емблема не минава и без източна философия. Според версия на представители на компанията „елиптичната форма на логотипа символизира движението в световното пространство, изразявайки идеята за обновление и усъвършенстване“.
Тези изменения продължават до 1990-те години. През 2015 г. остава само названието на фирмата, написано със син цвят.
|                                                                                       |
| Логотип на компанията Самсунг Биеолпио, произвеждаща макаронени изделия (1938 – 1958) |

|                                       |
| Логотип на Самсунг Груп (1969 – 1979) |

|                                                                   |
| Логотип на Самсунг Груп „Три звезди“ (края на 1980-те до 1992 г.) |

|                                                             |
| Логотип на Самсунг Електроникс (края на 1980-те до 1992 г.) |

|                                                                 |
| Логотип на Самсунг, въведен през 1993 г. и използван до 2015 г. |

|                                                                                             |
| Логотипът от 2015 г. (поставя се върху устройства от 1993 г. и като общ логотип от 2015 г.) |

През 1983 г. започва производството на персонални компютри.
През 1991 – 1992 години завършва организацията на производството на персонални мобилни устройства и на мобилна телефония.
През 1999 г. наградата на списание Forbes Global в сферата на производството на битова електроника е присъдена на компанията Самсунг Електроникс.

## Структура на концерна
Компаниите, влизащи в концерна Самсунг Груп, се занимават с електроника и микроелектроника, химическа промишленост, строителство, автомобилостроене, тежка промишленост, финанси и кредити, застраховане.
Структурата на концерна включва пълния цикъл за производството на електроника, като се започне от добиване на ресурсите (суровините), тяхното преработване и се завърши с готовите изделия. Повечето от подразделенията на конгломерата изпълняват подчинени функции по отношение на компаниите, заети непосредствено с изработването на готовата електронна продукция, и работят изключително за концерна или само в самата Южна Корея. Тази особеност ясно се вижда от разпределението на приходите по подразделения, от което става ясно, че основният доход на концерна идва от електронната промишленост.

### Електронна промишленост
Над 70% от продажбите на концерна се дължат на електронната промишленост.
Компаниите в това подразделение са:
- Samsung Electronics
- Samsung SDI
- Samsung Electro-Mechanics
- Samsung SDS
- Samsung Networks

Подразделенията от електронната промишленост на компанията работят по цял свят, по-голямата част от изделията са за експорт.
Разпределение на бизнеса на електронната промишленост на Самсунг по региони:
| Региони                                                                                   | Част, %         |
| Северна и Южна Америка Европа и страните от ОНД Южна Корея Китай Япония Останалите страни | 28 37 15 7 1 12 |

Подразделенията се занимават с производството на твърди дискове (HDD), оперативни памети, SRAM („памети с произволен достъп“, включително и за производство на чипове за видеокарти и процесори), течнокристални монитори, течнокристални и плазмени телевизори, мобилни телефони по стандартите GSM, CDMA, 3G и с поддръжка на WiMAX, оборудване за IP-телефонии, ноутбуци, принтери, многофункционални устройства, битова техника и т.н., разработване на мрежи за безжична телекомуникация от трето и четвърто поколение, WiMAX.
Едно от най-важните направления е създаването на течнокристални монитори и телевизори, за което свидетелства и повсеместността на тяхното производство. Заводи за производство на монитори на Самсунг Електроникс са построени в Ю. Корея (Сувон) (1981), Унгария (1990), Малайзия (1995), Великобритания (1995), Мексико (1998), Китай (1998), Бразилия (1998), Словакия (2002), Индия (2001), Виетнам (2001), Тайланд (2001), Испания (2001), Русия (2008).
Главното производство е в изследователския център в Сувон, който е натоварен да разработва и произвежда дисплеите с най-добро качество (от всички, произвеждани от концерна), и в това предприятие е внедрена системата за управление на качеството „Шест сигма“. Тук се разработват новите модели, изпитват се, създава се първата серия от продукцията, и след успешното внедряване задачата за производството на новия продукт се разпределя между заводите по целия свят. Тази стандартна форма на организация е въведена в повечето от заводите на концерна, например, тя се явява корпоративна стратегия за работа на подразделението Самсунг Ес Ди Ай.

### Химическа промишленост
Структурата на подразделенията от химическата промишленост на Самсунг Груп включа пет предприятия:
- Самсунг Тотал Петрокемикълс (международна компания, съвместно предприятие с Total Group)
- Самсунг Петрокемикъслс
- Самсунг Файн Кемикълс
- Самсунг Би Пи Кемикълс (международна компания, съвместно предприятие с BP Chemicals)

Отрасълът носи на концерна около $5 млрд. годишно.
Самсунг Тотал Петрокемикълс е най-голямата компания на концерна, заета в химическата промишленост, тя е съвместно предприятие на Самсунг Груп и френската компания Тотал, работеща в областта на енергетиката и химията. Нефтохимическият комплекс се състои от 15 завода, разположени в Десан (Южна Корея), които произвеждат битови химически продукти, продукти за общо потребление, основни химикали:
- полиетилен
- полипропилен
- стирол
- параксилол
- LPG, горива

Експортират се около 5 млн. тона нефтохимически продукти годишно.
Заслужава да се отбележи, че производството отговаря на стандартите на ISO в областта на екологичност на производството.

### Тежка промишленост
В областта на тежката промишленост работят две подразделения на концерна:
- Самсунг Хеви Индъстрис
- Самсунг Текуин

Подразделенията носят около 10% от приходите на концерна. Те работят основно за вътрешния пазар на Южна Корея, но наред с това част от експорта е предназначен за САЩ и Китай.
Сред основните сфери на дейност на този клон на Самсунг Груп заслужава да се отбележи работата на структурата за безопасност, разработката на нови видове въоръжение, а също строителството на нефто- и газопроводи, както и на танкери.
Сред крупните проекти в тази област е и разработката на многоцелевия учебен самолет KTX2, самоходната гаубицыа K9 Thunder, създаването на най-големия в света танкер за втечнен газ и на контейнеровоза Xin Los Angeles.

### Строителство
Със строителство се занимава една компания на концерна:
- Самсунг Енджиниъринг

Отрасълът носи на концерна около $2 млрд. за година.
Подразделението се занимава със строителство на офиси и заводи за Самсунг Груп по целия свят, като изпълнението на външни поръчки е голяма рядкост. Сред съоръженията, разработени и проектирани от компанията, трябва да се отбележат зданието на главния офис на Самсунг Груп в Сеул, най-високото здание в света – Бурдж Халифа в ОАЕ, кулите Петронас в столицата на Малайзия Куала Лумпур, Тайпе 101 в Тайван, „Лахта център“ в Санкт Петербург.
- Най-високото здание в света – Бурдж Халифа в ОАЕ
- Кулите-близнаци в Малайзия
- Тайпе 101 в Тайван

### Автомобилостроене
Едно от непрофилиращите подразделения на концерна е автомобилостроенето, като в тази област е заето едно предприятие:
- Самсунг Моторс (Рено Самсунг Моторс) – 2000 г.

Произвеждат се следните модели:
- Samsung QM5
- Samsung SM3
- Samsung SM5
- Samsung SM7

До 2008 г. компанията осигурява изключително вътрешния пазар. Концернът излиза на пазара на азиатско-тихоокеанския регион през 2009 г. През 2007 г. обемът на производството възлиза на 179 272 автомобила.

### Финанси и кредит, застраховане
Финансовият сектор на конгломерата включва шест компании:
- Самсунг Лайф Иншуърънс (застраховане, финансово консултиране, кредитиране)
- Самсунг Файър енд Марин Иншуърънс (имуществено застраховане)
- Самсунг Кард (кредитна организация)
- Самсунг Секюритис (инвестиционна банка)
- Самсунг Инвестмънт Тръст Мениджмънт (управление на капиталовложенията в Южна Корея)
- Самсунг Венчър Инвестмънт (инвестиционна компания)

Финансовото подразделение на компанията носи около $42 млрд. за година. При това то се занимава основно с финансово обслужване на самия концерн и действа на територията на Южна Корея.
Самсунг Лайф Иншуърънс е най-голямата застрахователна компания в Южна Корея по обем на активите – обслужва над 10 млн. клиенти. Самсунг Лайф Иншуърънс е получила оценка на кредитоспособността си „ААА“ от Ен Ай Си И.
По данни на списанието Fortune компанията заема 18-о място сред застрахователните компании от целия свят.